# Італійський страйк
Страйк італійський, обструкція — різновид страйку, при якому персонал буквально дотримується робочих та службових інструкцій, норм, за одночасного збереження їхньої присутності на робочих місцях, одна з форм протестної боротьби тих, хто працює, проти погіршення трудових відносин. У ряді випадків, сповільнення темпу роботи виникає через те, що чітке виконання різноманітних норм неможливе, небажане, а інколи навіть і шкідливе для загального робочого потоку. Робітник, який страйкує  може перестати виконувати неформальні обов'язки, забрати долю самовіддачі та альтруїзму із робочих задач, почати працювати незграбно.

## Приклад
1 серпня 2010 року на Полтавському ГЗК відбувся італійський страйк.

### Наслідки
Внаслідок уповільнення роботи працівників усіх основних робітничих професій відвантаження гірничої маси скоротилося на 40 відсотків, Полтавський ГЗК призупинив роботу трьох із чотирьох печей із випалювання котунів і фактично працює на чверть своєї потужності. Ці дані наводить профспілка.
Протидія керівництва
На початку розвитку страйку керівництво замінило водіїв БєлАЗ-ів завезеними робітниками, які працювали під охороною.
Керівництвом комбінату було внесено зміни в інструкцію з охорони праці: відтепер водіям кар'єрних самоскидів заборонено, без необхідності рухаючись на малій швидкості, перешкоджати іншим транспортним засобам. Також вилучено з інструкції заборону обганяти інші автомобілі.